# Flughafen Batken

i7
i11
i13
Der Flughafen Batken (kirgisisch Баткен эл аралык аэропорту, russisch Баткенский международный аэропорт, ICAO-Code: UAFB, RU-LID: БАТ) ist der Flughafen der kirgisischen Stadt Batken.
Die Anlage verfügt über kein Instrumentenlandesystem und ist nur tagsüber in Betrieb.
Der Flughafen wurde ursprünglich am Rand der kleinen Siedlung Batken errichtet; nach der Unabhängigkeit gewann der Ort an Bedeutung und wuchs, sodass der Flughafen in einem Wohngebiet liegt.

## Geschichte
Der Flughafen nahm 1958 seinen Betrieb auf und war für Jak-12, An-2 und Il-14 geeignet.
Die Landebahn aus Asphaltbeton mit einem Gewichtslimit von 24 Tonnen wurde  1984 eröffnet und konnte nun zusätzlich Flugzeuge der Typen Jak-40, An-24, An-26, An-30 und, nach dem Zerfall der Sowjetunion, BAe-146 sowie deren Weiterentwicklungen abfertigen.
Zwar wurde der Flughafen im Jahr 2014 per Dekret zu einem internationalen Flughafen, aber es werden immer noch ausschließlich Inlandsflüge durchgeführt. Nach offiziellen Plänen soll die Landebahn um 400 Meter verlängert und das Terminal um Einrichtungen für internationale Flüge erweitert werden.
Das Terminal wurde 2016/2017 renoviert.

## Fluggesellschaften und Ziele
Die Fluggesellschaft TezJet Air fliegt den Flughafen als einzige Fluggesellschaft viermal wöchentlich vom Flughafen Manas aus an.